# Breanna Clark
Pour les articles homonymes, voir Clark.
Breanna Clark, née le 11 avril 1994 à Los Angeles, est une athlète handisport américaine, concourant sur le 400 mètres dans la catégorie T20.

## Biographie
Sa mère, Rosalyn Clark, est une ancienne coureuse de 400 m, médaillée d'argent du 4 × 400 m lors des Jeux olympiques d'été de 1976,. Breanna Clark est autiste, diagnostique posé lorsqu’elle avait 4 ans. Au lycée, elle reçoit de des offres de bourses sportives pour plusieurs universités américaine mais ne parvient pas à réussir les tests d'entrée de celles-ci. Elle est entraînée par sa mère.
Lors des premiers Jeux paralympiques en 2016 à Rio, elle remporte l'or sur le 400 m T20 en 57 s 79 à un centième du record du monde devant l'Ukrainienne Natalia Iezlovetska (en) et la Polonaise Barbara Niewiedzial. Elle est la seule athlète américaine qualifiée pour cette course.
L'année suivante, lors des Championnats du monde handisport à Londres, elle bat son propre record du monde du 400 m T20 en 56 s 33 et rafle l'or mondial sur la distance.

## Palmarès
| Date | Compétition            | Lieu           | Résultat | Temps   |
| ---- | ---------------------- | -------------- | -------- | ------- |
| 2016 | Jeux paralympiques     | Rio de Janeiro | 1re      | 57 s 79 |
| 2017 | Championnats du monde  | Londres        | 1re      | 56 s 33 |
| 2019 | Championnats du monde  | Dubaï          | 1re      | 56 s 35 |
| 2019 | Jeux parapanaméricains | Lima           | 1re      | 57 s 09 |
| 2021 | Jeux paralympiques     | Tokyo          | 1re      | 55 s 18 |